# Felicia Wiedermann
Pour les articles homonymes, voir Wiedermann.
Felicia Wiedermann est une joueuse de hockey sur gazon allemande évoluant au poste de milieu de terrain au Der Club an der Alster et avec l'équipe nationale allemande,.

## Biographie
Felicia est née le 28 janvier 2002 en Allemagne.

## Carrière
Elle a débuté en équipe nationale première en mars 2022 contre l'Inde à Bhubaneswar lors de la Ligue professionnelle 2021-2022.

## Palmarès
- : 1er à l'Euro U21 2022.
- : 2e à la Coupe du monde U21 en 2022.